# Житков, Павел Ильич
Па́вел Ильи́ч Житко́в (4 июля 1984, Караганда, Казахская ССР) — казахстанский хоккеист, вратарь; хоккейный функционер.

## Биография
Павел Житков — воспитанник карагандинского хоккея. В составе «Казахмыса» был бронзовым призёром Универсиады в Турине. В составе «Кристалла» был бронзовым призёром чемпионата России (высшая лига).

## Личная жизнь
Имеет высшее образование по специальности «менеджмент». Женат, воспитывает сына и дочь.